# Dharmakīrtiśrī
Ne doit pas être confondu avec Dharmakīrti.
Dharmakīrtiśrī (Xe siècle), également connu sous son nom tibétain de Serlingpa tibétain : གསེར་གླིང་པ, Wylie : gser gling pa, 'the master from the Golden Land’, est un prince souverain d'une région de l'île de Sumatra, et dépositaire des lignées de transmissions de l'esprit d'éveil. C'est un maître religieux bouddhiste réputé du Xe siècle ayant vécu à Sriwijaya (aujourd'hui Palembang) dans le sud de l'île indonésienne de Sumatra. Il a rédigé un important texte du bouddhisme mahayana, lojong, « La Roue des armes tranchantes », en tibétain tibétain : བློ་སྦྱོང་མཚོན་ཆ་འཁོར་ལོ, Wylie : blo-sbyong mtshon-cha 'khor-lo. Serlingpa fut le principal des trois maîtres d'Atisha (Dharmarakshita, Dharmakirti et Maitriyogi), qui a joué un rôle essentiel dans le rétablissement du bouddhisme au Tibet et composa le premier ouvrage exposant le Lamrim. Il est considéré comme le premier maillon de la lignée de réincarnation de Dagpo Rinpoché. 

## Sources
1. ↑  (en) Robert E. BuswellRobert E. Buswell Jr et David S. LopezDavid S. Lopez Jr, « Dharmakīrtiśrī », dans The Princeton Dictionary of Buddhism, Princeton University Press, 20 juillet 2017 (ISBN 978-0-691-15786-3, DOI 10.1093/acref/9780190681159.001.0001/acref-9780190681159-e-1212, lire en ligne)
2. 1 2 3  Jean-Philippe Caudron, Un lama de haut lignage in Dagpo Rinpotché, Le Lama venu du Tibet, Grasset, 1998,  (ISBN 2-246-55131-5), p. 229
3. ↑  Audace et compassion, Dilgo Khyentsé Rinpoché, Padmakara, 1993, page 12